# Zandrog
De zandrog (Leucoraja circularis) is een vissensoort uit de familie van de Rajidae. De wetenschappelijke naam van de soort is voor het eerst geldig gepubliceerd in 1838 door Couch.